# 弗吉尼亞州第三國會選區

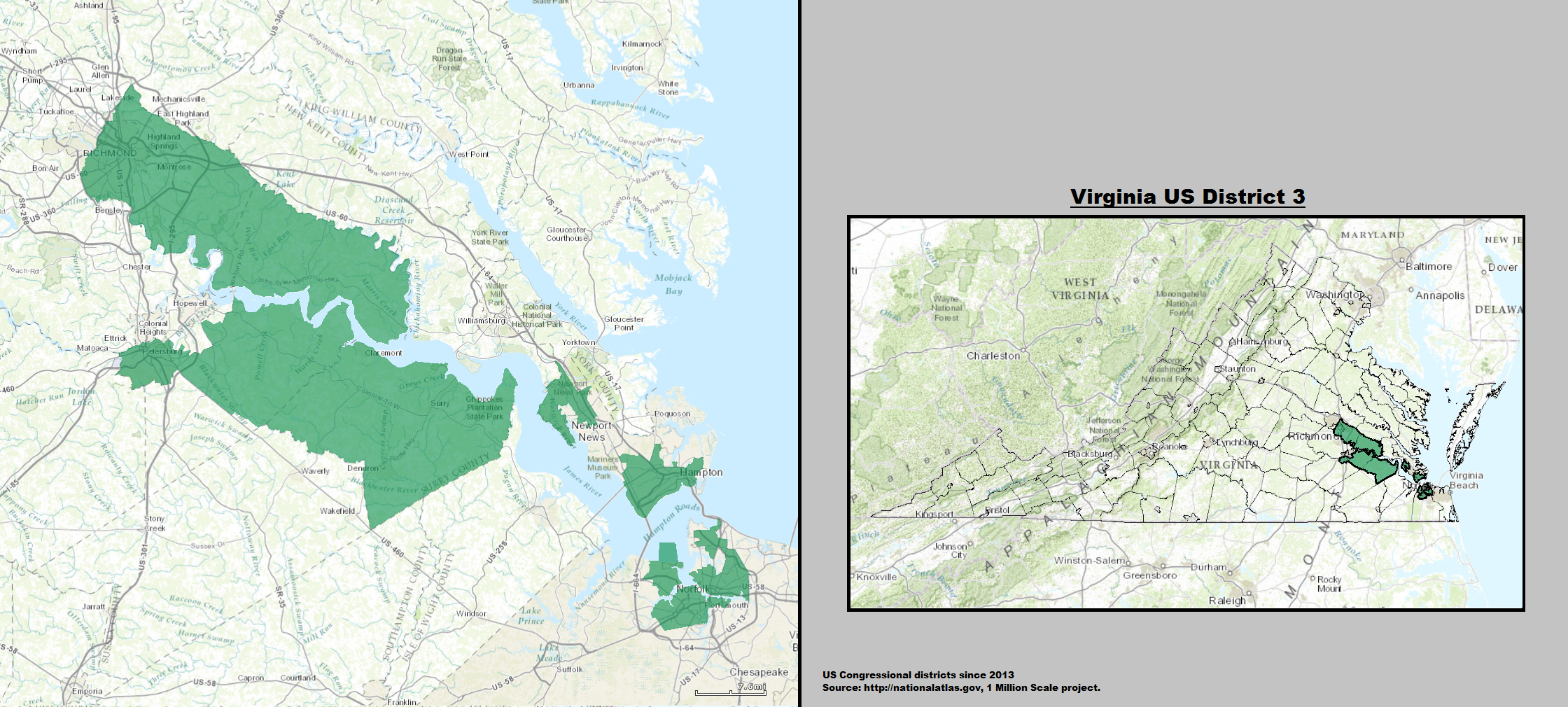
選區地圖（2012-2014）

弗吉尼亞州第三國會選區（英語：Virginia's Third congressional district）是美國弗吉尼亞州的一個國會選區，位於該州的東南部，2016年前包括州府里士滿、諾福克、漢普頓等地。2016年重劃後里士滿被劃入第四區。
選區在1789年—1933年、1935年兩次設立，此後多數時間支持民主黨的候選人，無論是在總統選舉還是眾議院選舉中。目前當區眾議員是1993年上任、民主黨的羅伯特‧C‧斯考特。